# 人と時
『人と時』（ひとととき）は熊木杏里11枚目のアルバム。2019年10月30日に、ヤマハミュージックコミュニケーションズからリリース。

## 解説
2枚目のライブ・アルバム『LIVE ホントのライブベスト版 15th篇 〜An's Choice〜』と同日発売。
Kiroro「Best Friend」カバーや、XFLAGオリジナルアニメ「約束の七夜祭り」主題歌「あわい」新アレンジ・バージョンを含めた全11曲。
DVD付属の初回限定盤と通常盤の2形態で発売。
DVDは、東京での15周年ライブの模様を16曲、中国でのライブとドキュメンタリー映像計5曲を収録。

## 収録曲
- 作詞・作曲：熊木杏里（特記以外）・玉城千春（5）／編曲：森田晃平

1. home（2:49）
2. あわい（4:51）
3. それがいいかな（3:57）
4. 傘（5:05）
5. Best Friend（4:45）
6. どれくらい?（3:50）
7. いつかの影法師（4:22）
8. 亡き歌（4:28）
9. 風船葛（4:07）
10. 生きかけとして（4:09）
11. 雪（4:13）

## 初回限定盤 DVD
- 『LIVE "ホントのライブベスト版 15th篇" ～An's Choice～』2018年3月24日　於・東京国際フォーラム ホールC（1〜16）
- 『ベースと鍵盤の愛だ 北京・上海 ～An's Choice～』2019年4月14日　於・中国 上海美琪大戯院（17〜21）

1. 花信風
2. 時計
3. ちょうちょ
4. 風のひこうき
5. 私が見えますか?
6. 七月の友だち
7. wonder land
8. イマジンが聞こえた
9. 朝日の誓い
10. ゴールネット
11. 誕生日
12. 君の名前
13. 心ごと - U時間 -
14. 窓絵
15. 新しい私になって
16. シグナル
17. ドキュメンタリー
18. 一千一秒
19. 風の記憶
20. Hello Goodbye & Hello
21. 羽